# Cristóbal López Espinosa
Cristóbal Jesús López Espinosa (Santiago, Chile, 25 de julio de 1990) es un futbolista chileno. Juega de delantero y su equipo actual es Unión San Felipe de la Primera División B de Chile.

## Clubes
| Club                | País  | Año           |
| ------------------- | ----- | ------------- |
| Deportes Concepción | Chile | 2009          |
| Fernández Vial      | Chile | 2010          |
| Deportes Concepción | Chile | 2011          |
| Deportes Linares    | Chile | 2011-2012     |
| Unión San Felipe    | Chile | 2013-Presente |

## Palmarés

### Campeonatos nacionales
| Título    | Club             | País  | Año  |
| --------- | ---------------- | ----- | ---- |
| Tercera B | Deportes Linares | Chile | 2011 |

- Datos: Q5791830